# The Shins
The Shins é uma banda formada em Albuquerque, Novo México, mas agora com base em Portland, Oregon (Estados Unidos). Sua música é geralmente descrita como indie pop, mas nota-se influências de rock e folk.

## História

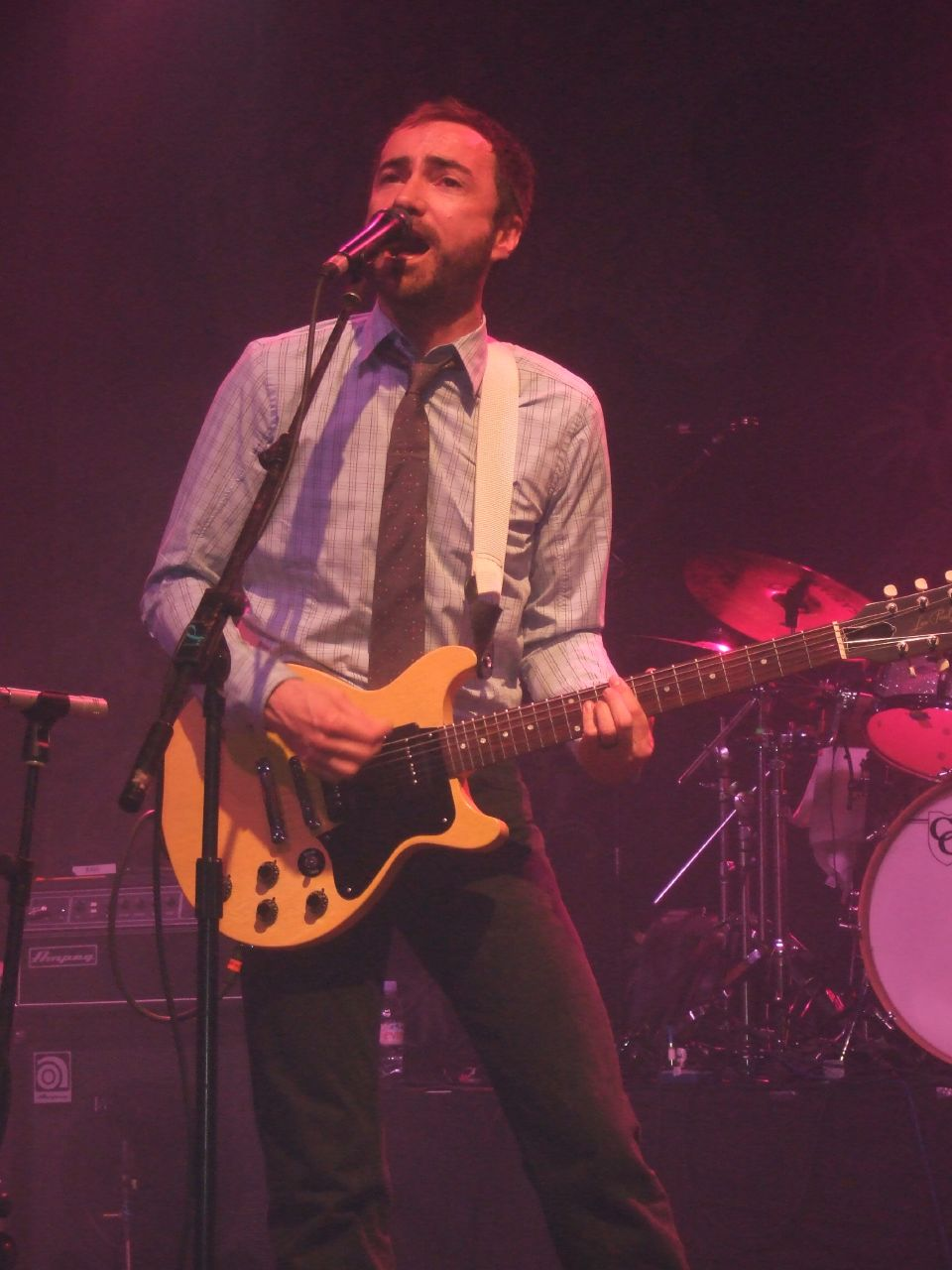
James Mercer

A banda começou em 1997 na cidade de Albuquerque, Novo México, como um projeto paralelo de Mercer e Neal Langford, que tocavam em um conjunto chamado Flake. Em 1999, o Flake (que nesse momento já se chamava Flake Music) acabou, e todos os seus membros foram para os Shins (nome de uma família fictícia de The Music Man, um musical da Broadway do qual o pai de Mercer gostava muito). Lançaram dois compactos pela gravadora Omnibus: "Nature Bears a Vacuum" (1999) e "When I Goosestep" (2000) - antes de embarcar em uma turnê com o Modest Mouse. Durante essa turnê, um representante da gravadora Sub Pop ofereceu um contrato para o lançamento do álbum de estréia da banda.
O primeiro álbum dos Shins, Oh, Inverted World (2001), recebeu muitos elogios da crítica. Em 2002, a banda mudou-se para Portland e lançou no ano seguinte Chutes Too Narrow, que fez bastante sucesso nos círculos indie graças a letras ainda mais complexas que as do álbum anterior e à exploração de novos estilos musicais e técnicas de produção.
Em 2004, duas canções do álbum de estréia dos Shins ("Caring is Creepy" e "New Slang") foram utilizados no filme Garden State, o que ajudou em muito a popularidade da banda. Natalie Portman, a atriz principal do filme, inclusive menciona o grupo em uma de suas falas e informa ao personagem de Zach Braff que "New Slang" "mudaria a sua vida". Os Shins também contribuíram com a faixa inédita "They'll Soon Discover" para a trilha sonora de Bob Esponja - O Filme.
O terceiro álbum, Wincing the Night Away, foi lançado em 23 de janeiro de 2007. Estreou na segunda posição na lista semanal dos discos mais vendidos da Billboard, com 118 mil cópias vendidas na primeira semana (o melhor desempenho de um artista da Sub Pop na história da gravadora) e foram indicados ao Grammy Award de 2008.
Seguindo isto, os Shins assinaram com a Columbia Records e Mercer partiu a formação original, julgando-a como "uma decisão estética". Após um intervalo de quase cinco anos, Port of Morrow, o quarto álbum dos Shins, foi lançado em 2012. O quinto álbum intitulado de Heartworms foi lançado em março de 2017.

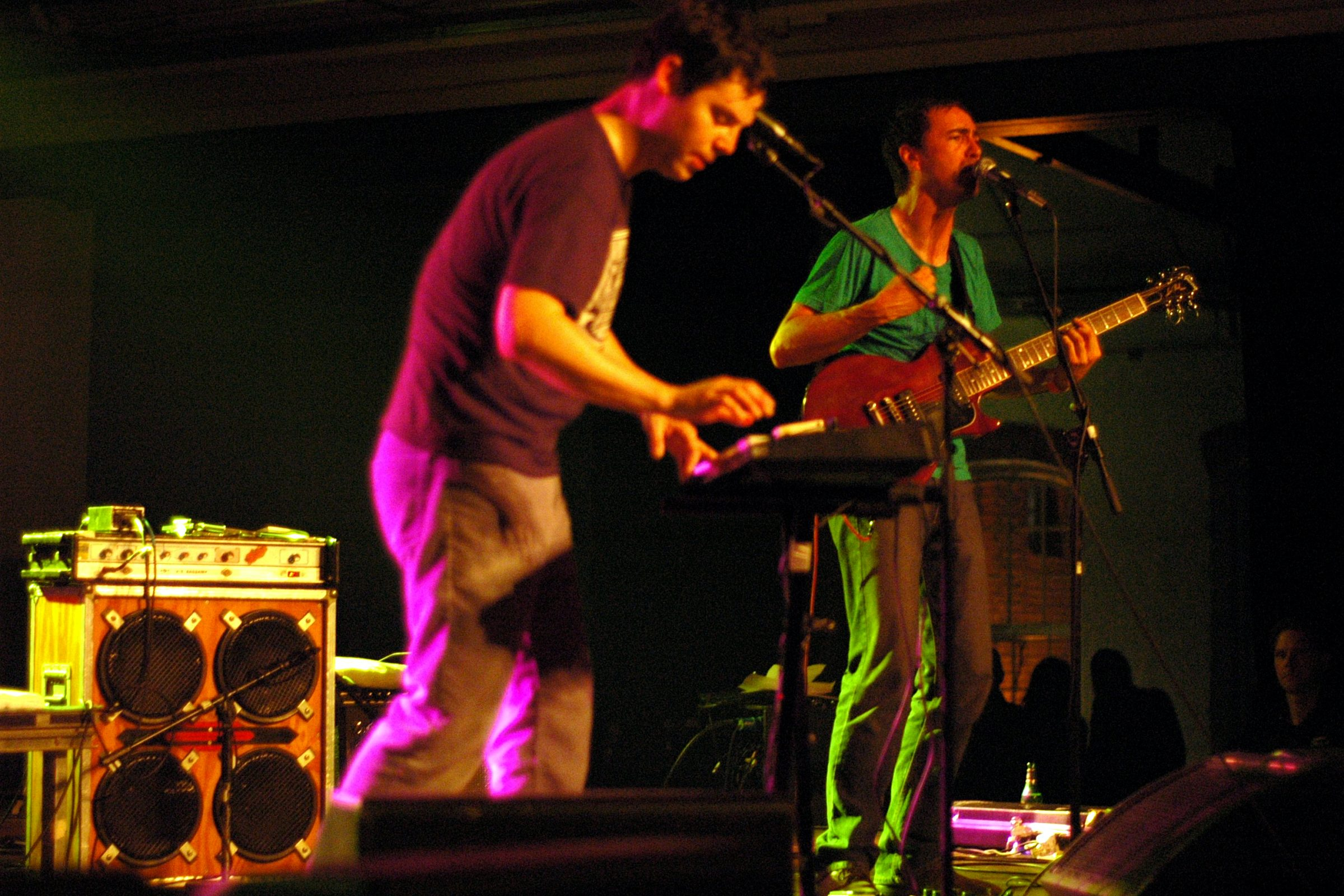
Martin Crandall e James Mercer (2004)

## Membros

### Atualmente
- James Mercer (voz, guitarra) (1996-presente)
- Yuuki Matthews - (baixo, teclados, vocal de apoio) (2011-presente)

- Mark Watrous - (guitarra) (2014-presente)

- Casey Foubert - (guitarra) (2016-presente)

- Jon Sortland - (bateria) (2016-presente)

- Patti King - (teclados) (2016-presente)

### Ex-membros
- Jesse Sandoval - (bateria) (1996-2009)
- Martin Crandall - (guitarra, teclados) (1998-2009)
- Dave Hernandez - (guitarra, baixo, vocal de apoio) (1998-2000, 2003-2009)
- Neil Langford – (baixo) (2000-2003)
- Eric Johnson – (piano, teclado, guitarra, banjo, vocal de apoio) (2007–2011)
- Ron Lewis – (baixo) (2009–2011)
- Jessica Dobson – (guitarra, vocal de apoio) (2011–2013)

- Joe Plummer - (bateria, percussão, vocal de apoio) (2009-2016)

- Richard Swift - (teclados, piano, orgão, sintetizador, percussão, drone box, vocal de apoio) (2011-2016) (morreu em 2018*)

## Discografia

### Álbuns
- When You Land Here, It's Time to Return (como 'Flake Music') (1997)
- Oh, Inverted World (2001)
- Chutes Too Narrow (2003)
- Wincing the Night Away (2007)
- Port of Morrow (2012)
- Heartworms (2017)

### EP
- Spork (como 'Flake Music') (1995)
- Nature Bears a Vacuum (1998)

### Compactos
- "When I Goose-Step" (1999), do álbum Wicker Park (Soundtrack from the Motion Picture)
- "New Slang" (2001), do álbum Oh, Inverted World
- "Know Your Onion!" (2001), do álbum Oh, Inverted World
- "So Says I" (2003), do álbum Chutes Too Narrow
- "Fighting in a Sack" (2004), do álbum Chutes Too Narrow
- "Pink Bullets" (2004), do álbum Chutes Too Narrow
- "Phantom Limb" (2007), do álbum Wincing the Night Away
- "Australia" (2007), do álbum Wincing the Night Away
- "Turn on Me" (2007), do álbum Wincing the Night Away

- "Sea Legs" (2007), do álbum Wincing the Night Away

- ''Simple Song'' (2012), do álbum Port Of Morrow

- ''The Rifle's Spiral'' (2012), do álbum Port Of Morrow

- ''Wonderful Christmastime'' (2012), do álbum Holidays Rule

- ''Dead Alive'' (2017), do álbum Heartworms

- ''Name For You'' (2017), do álbum Heartworms

- ''Mildenhall'' (2017), do álbum Heartworms

- ''Painting A Hole'' (2017), do álbum Heartworms

- ''A Taste of Honey'' (2017), do álbum Resistance Radio: The Man in the High Castle Album